# Грінченко Микола Вікторович
Мико́ла Ві́кторович Грі́́нченко (2 березня 1983 — 13 квітня 2015) — старший солдат Збройних сил України, учасник російсько-української війни.

## Життєвий шлях
Народився в родині колгоспників, закінчив 11 класів Вишнівської ЗОШ. У Дніпропетровську вивчився на слюсаря, працював на будівництві.
У часі війни — кулеметник 7-ї роти 93-ї окремої механізованої бригади.
Загинув 13 квітня 2015-го у селищі Піски Ясинуватського району під час мінометного обстрілу ротного опорного пункту. Боєць ДУК, що тоді ж зазнав поранення, розповів, що 13 квітня їх позицію у селищі Піски обстріляли з танка, снаряд влучив у будівлю, де перебували бійці 93-ї бригади та ДУК-ПС, Микола Грінченко загинув, троє бійців зазнали поранень та опіків.
Похований у Данилівці наприкінці квітня 2015 року.
Без Миколи лишились мама, син Назар 2012 р.н.

## Нагороди та вшанування
- Указом Президента України № 553/2015 від 22 вересня 2015 року — орденом «За мужність» III ступеня (посмертно)[1]